# Флорман, Мэгги
А́нна И́да Кароли́на Хе́двиг Э́мма Маргари́та Мэ́гги Фло́рман, урождённая Ве́йландт (31.03.1898 — 04.08.1980) — шведская авиатриса. В 1928 году прошла подготовку в лётной школе Aero Materiel и стала второй по счёту женщиной Швеции (после Эльзы Андерссон), которая получила лётный диплом, выдаваемый Королевским шведским аэроклубом, и стала лётчиком. Состояла во Всеобщем союзе избирателей.
С 1918 по 1943 годы состояла в браке с Адрианом Флорманом (1889—1978), шведским военным лётчиком в звании ротмистра.